# Xois
Xois (en griego: Ξόις ,Estrabón XVII p. 802; Ptol. IV 5 50; Ξόης, Steph.B. s.v.), fue un pueblo de gran antigüedad y considerable tamaño, situado cerca del centro del delta de Nilo, en Egipto, identificado como la antigua ciudad egipcia de Jasuut. 
- Nombre egipcio: Jasuut. Nombre griego: Xois (Ξόις). Nombre copto: Xeos.

|  |

Asentado en una isla formada por las ramas Sebennita y Fatnitica del Nilo. Perteneció al nomo Sebennita, siendo después la capital de su propio nomo, el IV del Bajo Egipto, denominado Xoita. 
Según Manetón la dinastía XIV consistió en 76 reyes de Xois. Esta dinastía precedió a la de los hicsos. Parece probable que Xois, por su posición entre tierras pantanosas, conformadas por los ramales del río, quedó fuera de la ocupación hicsa del delta, o tal vez fue respetada por los invasores mediante pago de tributo. 
Supuestamente, es para algunos el Papremis de Heródoto (II 59, III 12). Champollion identificó Xois cerca del moderno Saja (Sakha o Sakkra) (l'Egypte sous les Pharaons, vol. II p. 214), que es el nombre árabe del Xeos copto y del Skhoo del antiguo egipcio (Niebuhr, Viajes, vol. I p. 75.) El camino de Tamiathis a Menfis pasó por Xois.